# نيل باتي ساناتا (فلم)
نيل باتي ساناتا هو فيلم درامي كوميدي هندي صدر عام 2015 من إخراج أشويني إيير تيواري في أول ظهور لها. أنتج الفيلم أناند إل راي، وأجاي راي، وآلان ماك أليكس تحت شعار كولر يلاو برودكشنز وجار بيكتشرز، وشارك في كتابته كل من إيير ونيراج سينغ وبرانجال شودهاري ونيتش تيواري. لعبت سوارا بهاسكار دور البطولة في دور شاندا ساهاي، وهي خادمة منزلية تركت المدرسة الثانوية وأم عزباء لفتاة صغيرة حزينة تدعى أبيكاشا، لعبت دورها ريا تشوكلا. موضوع الفيلم هو حق الشخص في الحلم وتغيير حياته، بغض النظر عن وضعه الاجتماعي.
صدر الفيلم في الهند في 22 أبريل 2016، وتم توزيعه بواسطة شركة إروس إنترناشيونال (بالإنجليزية: Eros International) وحصل على إشادة من النقاد والجمهور. أشاد المراجعون بمعظم جوانب الإنتاج، لا سيما السرد والواقعية، وأداء الممثلين، وخاصة باشكار. في حفل جوائز فيلم فير الـ 62، فازت إيير بجائزة فيلم فير لأفضل مخرج لأول مرة، بينما فاز بهاسكار وتشوكلا (أو شوكلا) بجوائز الشاشة لأفضل ممثلة وأفضل فنان واعد على التوالي. حقق الفيلم أداءً جيدًا في شباك التذاكر، حيث جمع ما مجموعه حوالي 69 مليون روبية هندية (1٫1 مليون دولار أمريكي). في نفس العام، أعيد إنتاج الفيلم باللغة التاميلية باسمِ أنا كاناكو، مع عودة إيير إلى الإخراج. في العام التالي، تم تجديده في المالايالامية باسم يوداهارانام سوجاتا.

## الحبكة
أبيكشا «أبو» شيفلال Sahay (شوكلا) طالبة غير متحفزة تمكنت من الوصول إلى عامها الدراسي الأخير على الرغم من عدم اهتمامها بالمزيد من الدراسة. تكافح في الرياضيات إلى جانب صديقاتها سويتي (نيها براجاباتي) وبينتو (براشانت تيواري). تعمل والدتها العازبة تشاندا (سوارا بهاسكار)، التي درست حتى المدرسة الثانوية، في أربع وظائف وضيعة مختلفة، والتي تشمل العمل كخادمة للدكتور ديوان (باتاك).
منزعجًا من موقف ابنتها اللامبالي، تروي تشاندا معضلتها للدكتور ديوان، الذي يقترح عليها تعيين مدرس رياضيات لأبو. قيل لتشاندا أن أبو يجب أن تحسن درجاتها لتكون مؤهلة للحصول على خصمٍ في الرسوم الدراسية. ومع ذلك، تدحض أبو الخطة قائلة إنها مقدرٌ لها العمل كخادمة لأن والدتها لا تستطيع تحمل تكاليف التعليم العالي على أي حال. بتشجيع من الدكتور ديوان، التحقت تشاندا بمدرسة أبو حتى تتمكن من تعلم الرياضيات وتعليم أبي بنفسها. هذا يحرج أبو، وهي تسخر باستمرار من والدتها. تشاندا تصادق زملائها في الفصل وتثير إعجاب المعلمين بتقدمها المطرد. تستعين بمساعدة زميلها الخجول عمار (فيشال ناث) لفهم الرياضيات والاستفادة من موضوع الخرائط الذهنية.
تستمر أبو في الكفاح من أجل الحصول على درجات ويزداد غضبها من نجاح والدتها. تتعهد تشاندا بالخروج من المدرسة إذا تمكنت أبو من تسجيل درجات أفضل منها في اختبار الرياضيات التالي. بمساعدة عمار ودراسته المستمرة، تمكنت أبو من الحصول على درجة جيدة. ومع ذلك، تتراجع تشاندا عن وعدها برؤية أن أبو لم تكن ملتزمةً بمواصلة الدراسة. بعد تخصيص المزيد من الوقت للمدرسة، طُردت من إحدى وظائفها وأجبرت على الالتحاق بمناوبة ليلية في مطعم. تفترض أبو أن شاندا كانت تسرق مدخراتها وتنفقها على الطعام والملابس الجديدة. هذا يدمر تشاندا، التي تصاب بالاكتئاب عندما تُخبرها أبو أن المال تكسبه بصعوبة.
توقفت تشاندا عن الذهاب إلى المدرسة وتواصل العمل على أمل أن تنضم أبو إلى الخدمة الإدارية الهندية، بعد أن تلهمها صديقتها (سانجاي سوري). في غضون ذلك، تُخبر أمار أبو عن ترتيبات العمل الجديدة لوالدتها في المطعم والتي ظنت خطأ أنها تلتمسها. نادمةً، تجدد أبو اهتمامها بالمدرسة وتبدأ في معاملة والدتها باحترام. تحصل تشاندا على فرصة لإعادة التسجيل وتنهي الاثنتان عامهما الدراسي بنجاح.
بعد بضع سنوات، حضرت أبو مقابلة امتحان الخدمة المدنية التابعة للجنة الخدمة العامة للاتحاد، بعد أن اجتازت امتحاناتها بنجاح. بعد أن سُئلت عن سبب إلهامها للتقدم إلى هذه الجامعة، أجابت أن الفكرة مستوحاة من والدتها، التي تُدرّس الآن طلاب الرياضيات الذين يكافحون مجانًا.

## طاقم التمثيل
- سوارا بهاسكار في دور تشاندا ساهي
- راتنا باثاك شاه في دور دكتور ديوان
- بانكاج تريباثي في دور مدير سريفاستافا
- غانيش كومار في دور المدرس الهندي
- سانجاي سوري

## الإنتاج
نيل باتي ساناتا أخرجته أشويني إيير تيواري في أول إخراج لها. تصورت فكرة الفيلم أثناء عملها مع ليو بورنيت وورلد وايد، وهي شركة إعلانات مقرها شيكاغو، من أجل فيديو ترويجي لكون بانيغا كروريباتي. كتب السيناريو إيير ونيراج سينغ وبرانجال شودري ونيتش تيواري. في مقابلة مع ذا إكسبرس الهنديّة، وقال إيير إن «قصة نيل باتي ساناتا وثيقة الصلة بالموضوع كما أنها ملهمة». عنوان الفيلم يترجم إلى «صفر مقسوم على صفر يساوي لا شيء»، وهي كلمة عامية لـ «جيد من أجل لا شيء».
بعد مراجعة السيناريو، قرر أجاي راي من جار بيكتشرز إنتاج الفيلم، وأصر على إيير لإخراج الفيلم أيضًا. على الرغم من ترددها في البداية، وافقت إيير على توجيه وتعلم الجوانب الرئيسية للتصوير السينمائي كجزء من تحضيرها. عمل جافيميك أري كمصور سينمائي للفيلم، وترأس كونال شارما قسم الصوت. تم توفير التأثيرات المرئية بواسطة براساد فيلم لابس، وهو استوديو ما بعد إنتاج الصور المتحركة ومقره حيدر أباد، وتم تصميم الأزياء من قبل ساشين لوفاليكار.
كان موكيش تشابرا هو مخرج الفيلم. كانت سوارا باسكار أول من تم تمثيلها في دور تشاندا ساهاي، وهي أم عزباء لفتاة تبلغ من العمر 15 عامًا. في البداية كانت متشككة في لعب دور الأم على الشاشة في وقت مبكر من حياتها المهنية، لكنها غيرت رأيها بعد قراءة السيناريو. لفهم الدور بشكل أفضل، بقي بهاسكار مع مساعدين منزليين محترفين من أجرا، أوتار براديش، حيث تم تصوير الفيلم. اشترت أدوات مثل حقيبة يد، ومشط، ومرآة جيب، صنادل الإصبع مطاطية. كما أنها استمدت إرشادات من تجارب والدتها في التعامل مع ابنتها المراهقة. بعد إطلاق الفيلم، قالت بهاسكار في مقابلة مع صحيفة ديلي نيوز أند أناليسيس أن أصدقائها في صناعة السينما الهندية نصحوها بعدم تولي الدور لأنهم شعروا أنه سيكون «انتحارًا مهنيًا» بالنسبة لها. وافقت على المشاركة في المشروع لأن «القصة بقيت في ذهنها». كان الدور التالي الذي تم إلقاؤه هو دور ابنة بطل الرواية البالغة من العمر 15 عامًا. تم اختيار ريا شوكلا للدور بعد الاختبارات في لكناو. يلعب راتنا باتاك وبانكاج تريباثي أدوارًا داعمة في الفيلم.
بدأ التصوير الرئيسي للفيلم في مايو 2014 في أجرا، واكتمل بحلول نهاية نوفمبر. في عدة مواقع في أجرا، وجد الطاقم صعوبة في إدارة «حشد مفرط الحماس». بدأت عملية التحرير بعد ذلك مباشرة، وأشرف عليها شاندراشيخار براجاباتي من استوديوهات بيكسن. تم تقديم نسخة المحرر إلى مختبر العمل الجاري في سوق الأفلام إن إف دي سي. وزع الفيلم من قبل إروس إنترناشيونال في الهند، وأصبح طوله بعد المونتاج السينمائي 104 دقائق.

## الموسيقى
تم تأليف موسيقى نيل باتي ساناتا من قبل روهان وفيناياك، مع مانوج ياداف ونيتش تيواري وشرياس جاين ككاتبة غنائية للموسيقى التصويرية. كانت مراجعة جوجيندر توتيجا المختلطة لبوليوود هانجاما تقدر إلى حد كبير أغنيتي «مورابا» و«ماثس مين دابا جول»، معترفة أيضًا بـ «النكهة الريفية» للموسيقى التصويرية. واعتبر الألبوم ككل «موقفيًا بصرامة». أعطى الناقد في صحيفة تايمز أوف إنديا موهار باسو الموسيقى التصويرية تصنيفًا 3 من 5 نجوم، قائلاً إن «الألبوم سيُعجبك ببراءته». وأثنى على أغنية «ماثس مين دابا»، وأكد أن الفيلم «به موسيقى ستلمس قلبك».
| #  | عنوان                         | المدة |
| -- | ----------------------------- | ----- |
| 1. | "Murabba"                     | 3:54  |
| 2. | "Maths Mein Dabba Gul"        | 2:58  |
| 3. | "Maula"                       | 3:37  |
| 4. | "Maa"                         | 3:23  |
| 5. | "Maa (Hariharan)"             | 3:23  |
| 6. | "Maa Theme" (Instrumental)    | 2:18  |
| 7. | "Chanda Theme" (Instrumental) | 2:07  |

## الإفراج
عُرض الفيلم لأول مرة في العالم في الأسبوع الأخير من سبتمبر 2015 في مهرجان طريق الحرير السينمائي، فوتشو، الصين. تم إصداره تحت عنوان ذا نيو كلاسمايت، كما حدث في مهرجانات سينمائية دولية مثل مهرجان مراكش السينمائي الدولي ومهرجان كليفلاند السينمائي الدولي. تم عرض الفيلم بعد ذلك في مهرجان لندن السينمائي في 23 أكتوبر 2015، وتم الإشادة به في هذا الحدث. وتزامن الإطلاق الأولي للفيلم مع اليوم العالمي للمرأة، 8 مارس. في ملصق الفيلم، ينظرُ سوارا بهاسكار مبتسمًا خلال قفزة مع ريا شوكلا في ساري أحمر وأزرق وسلوار قميص على التوالي. كشفت عن الملصق الممثلة سونام كابور، صديقة باسكار المقربة. تم إصدار المقطع الدعائي الرسمي بواسطة شركة إروس للإنتاج في 22 مارس 2016. تم الإطلاق في جلسة إعلامية في قاعة دراسية مع بهاسكار وشوكلا وبانكاج تريباثي. في هذا الحدث، قال منتج الفيلم أناند إل راي: «لقد ارتبطت بنيل بانتي ساناتا مباشرة من قلبي وأشعر بفخر كبير بالفيلم». تم استقبال المقطع الدعائي جيدًا من قبل كل من النقاد والجماهير. اعتبر أحد المراجعين في صحيفة ديلي نيوز أند أناليسيس أن الأمر «مثير للقلق». صدر الفيلم في دور العرض في الهند في 22 أبريل 2016.

## الاستقبال

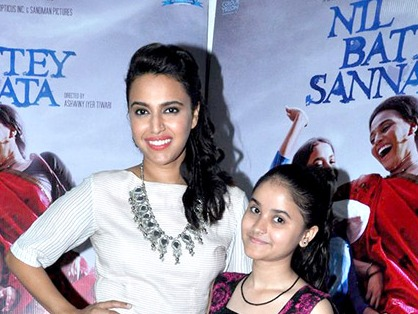
سوارا بهاسكار وريا شوكلا يروجان لفيلمهما نيل باتي ساناتا

تلقى نيل باتي ساناتا إشادة من النقاد، واستقبله الجمهور بشكل إيجابي أيضًا. نالَ ثناءً عارمًا على الاتجاه بشكل أساسي كما أُشيد بأداء بهاسكار وشوكلا وتريباثي. كتب كونال جوها من مومباي ميرور، «من النادر أن تصادف أفلامًا تجبرك على الابتعاد عن مقاييسك لما هو الفيلم الجيد والغوص في التجربة». وأثنى نمراتا ثاكور من موقع ريديف دوت كوم على الفيلم واعتبره «جوهرة مطلقة»، قائلاً «بالكاد توجد لحظة مملة في الفيلم». لقد اعتبرت أنه الفيلم الأفضل لهذا العام، حيث قارنته بفيلم دام لاجا كي هايشا لعام 2015. أدرجت الصحفية الهندوسيّة عبر الناقد السينمائي نامراتا جوشي نيل باتي ساناتا في قائمة نهاية العام لـ «الأفلام الهندية التي صنعت علامة في عام 2016». فكرت فيه «فيلم دافئ ومريح يقدم الأمل والوعد».
أشاد النقاد على نطاق واسع بالواقعية في تصوير الشخصيات والموضوع العالمي للفيلم. أعطى غوتامان بهاسكاران من صحيفة هندوستان تايمز الفيلم 4 نجوم من أصل 5 وأشار إلى أن الفيلم «عمل قوي وصادق»، أشارَ شوبرا جوبتا من صحيفة إنديان إكسبرس إلى أن «الفيلم يعتمد على إبقاء الأمور حقيقية»، ووصف موهار باسو في مراجعته لصحيفة ذا تايمز أوف إنديا الفيلم بأنه «متواضع»، قائلاً إن «الفيلم يربحكَ ببساطته». وقال سايبال تشاترجي من إن دي تي في إن الفيلم كان له صدى باعتباره «فيلمًا بسيطًا ومريحًا للقلب». وصفته سوبارنا شارما من ديكان كرونوكل بأنه «فيلم حقيقي في بيئة حقيقية عن أناس حقيقيين يقدم العديد من الرسائل القوية».
أشاد النقاد بأداء فريق العمل الرئيسي. عزا جوشي، الذي كان معجبًا بشكل خاص بأداء تريباثي وشوكلا، جاذبية الفيلم إلى شخصياته المحفورة جيدًا وعلاقاتهم التي «كانت على قيد الحياة من خلال فريق عمل تم تجميعه بشكل جيد». شاركه في هذا الرأي راشيت جوبتا من فيلم فير، الذي أشار إلى أن «الممثلين يجعلون هذا الفيلم لا يُنسى». وأثنى على بهاسكار، قائلًا إنها قدمت «أداء العمر»، بينما أشاد أيضًا بأداء شوكلا «الفائق»، و«باثاك» «الهائل» وأداء تريباثي. في مراجعته، اعتبر الناقد السينمائي في قناة سي إن ن-نيوز 18، راجيف ماساند، أن باسكار هي «قلب الفيلم» مشيرًا إلى أنه «مع عدم وجود ملاحظة واحدة في غير محلها، فإنها تلفت انتباهك». أشادت يوديتا جونجيوالا من فيرست بوست، قائلة إن «هذا هو أحد عروضها الأكثر دقة وتغييرًا مرحبًا به»، وسلطت الضوء على تريباثي، واصفة إياه بـ «سارق المشهد».

## إصدارات أخرى
في نوفمبر 2015، وافقت إيير على شروط لتوجيه إعادة إنتاج الفيلم في التاميل، للمنتجين دانوش وأناند راي. عُرض على دانوش معاينة للفيلم بواسطة راي، خلال زيارة إلى مومباي في سبتمبر 2015 واختار الثنائي المشاركة في إنتاج الفيلم، مع الاحتفاظ بإيير كمخرجة. الأدوار التي لعبها بهاسكار، شوكلا، باتاك، وتريباثي لعبها أمالا بول يوفاسري ريفاثي، وساموثيراكاني على التوالي في طبعة جديدة بعنوان آما كاناكو، والتي صدرت في 24 يونيو 2016. تم إصدار نسخة جديدة من المالايالامية، يوداهارانام سوجاثا، من مانجو واريير في عام 2017.

## الجوائز
| السنة | الجائزة                               | فئة                            | المرشح/                | النتيجة | المرجع |
| ----- | ------------------------------------- | ------------------------------ | ---------------------- | ------- | ------ |
| 2016  | مهرجان طريق الحرير السينمائي الدولي   | أفضل ممثلة                     | سوارا بهاسكار          | فوز     | [ 42 ] |
| 2016  | جوائز الشاشة                          | أفضل ممثلة                     | سوارا بهاسكار          | فوز     | [ 43 ] |
| 2016  | جوائز الشاشة                          | أفضل فنان صاعد                 | ريا شوكلا              | فوز     | [ 43 ] |
| 2016  | جوائز ستاردست                         | فيلم العام                     | نيل باتي ساناتا        | رُشِّح     | [ 44 ] |
| 2016  | جوائز ستاردست                         | صانع أفلام العام               | أشويني أيير تيواري     | رُشِّح     | [ 44 ] |
| 2016  | جوائز ستاردست                         | أفضل أداء للعام (أنثى)         | سوارا بهاسكار          | رُشِّح     | [ 44 ] |
| 2017  | جوائز زي سينما                        | أفضل ممثلة مساعدة              | راتنا باثاك شاه        | رُشِّح     | [ 45 ] |
| 2017  | جوائز زي سينما                        | أفضل مخرج واعد                 | أشويني أيير تيواري     | رُشِّح     | [ 45 ] |
| 2017  | جوائز زي سينما                        | أفضل ممثلة واعدة               | ريا شوكلا              | رُشِّح     | [ 45 ] |
| 2017  | جوائز فيلم فير                        | أفضل مخرج واعد                 | أشويني أيير تيواري     | فوز     | [ 46 ] |
| 2017  | حفل توزيع جوائز ميرشي التاسع للموسيقى | الملحن الموسيقي لهذا العام     | روهان فيناياك - "مولا" | رُشِّح     | [ 47 ] |
| 2017  | حفل توزيع جوائز ميرشي التاسع للموسيقى | كاتب الأغاني القادم لهذا العام | شرياس جاين- "ماء"      | رُشِّح     | [ 47 ] |

## روابط خارجية
- مقالات تستعمل روابط فنية بلا صلة مع ويكي بيانات